# Sommet du G7 de 1990
Pour un article plus général, voir Sommet du G8.
Le sommet du G7 1990, 16e réunion du G7, réunissait les dirigeants des 7 pays démocratiques les plus industrialisés, ou G7, du  9 au 11 juillet 1990, sur le campus de l'université Rice, à Houston (Texas, États-Unis).

## Participants
| Participants au G7            |                            |                     |                      |
| Membre                        | Membre                     | Représenté par      | Fonction             |
| Drapeau du Canada             | Canada                     | Brian Mulroney      | Premier ministre     |
| Drapeau de la France          | France                     | François Mitterrand | Président            |
| Drapeau de l'Allemagne        | Allemagne de l'Ouest (RFA) | Helmut Kohl         | Chancelier           |
| Drapeau de l'Italie           | Italie                     | Giulio Andreotti    | Président du Conseil |
| Drapeau du Japon              | Japon                      | Toshiki Kaifu       | Premier ministre     |
| Drapeau du Royaume-Uni        | Royaume-Uni                | Margaret Thatcher   | Premier ministre     |
| Drapeau des États-Unis        | États-Unis                 | George H. W. Bush   | Président            |
| Drapeau de l’Union européenne | Commission européenne      | Jacques Delors      | Président            |